# Kazatjinskoje
Kazatjinskoje (ryska: Казачинское) är en ort i Irkutsk oblast i Sibirien i Ryssland. År 2020 hade orten 2 624 invånare.